# Palovaara (kulle i Finland, Lappland, Tunturi-Lappi, lat 68,42, long 22,83)
Palovaara är en kulle i Finland. Den ligger i Enontekis kommun i landskapet Lappland, i den norra delen av landet, 900 km norr om huvudstaden Helsingfors. Toppen på Palovaara är 404 meter över havet, eller 85 meter över den omgivande terrängen. Bredden vid basen är 2,8 km.
Terrängen runt Palovaara är huvudsakligen platt.  Trakten runt Palovaara är nära nog obefolkad, med mindre än två invånare per kvadratkilometer. Närmaste större samhälle är Karesuvanto, 14,8 km väster om Palovaara. 